# ヨハン・マッテゾン

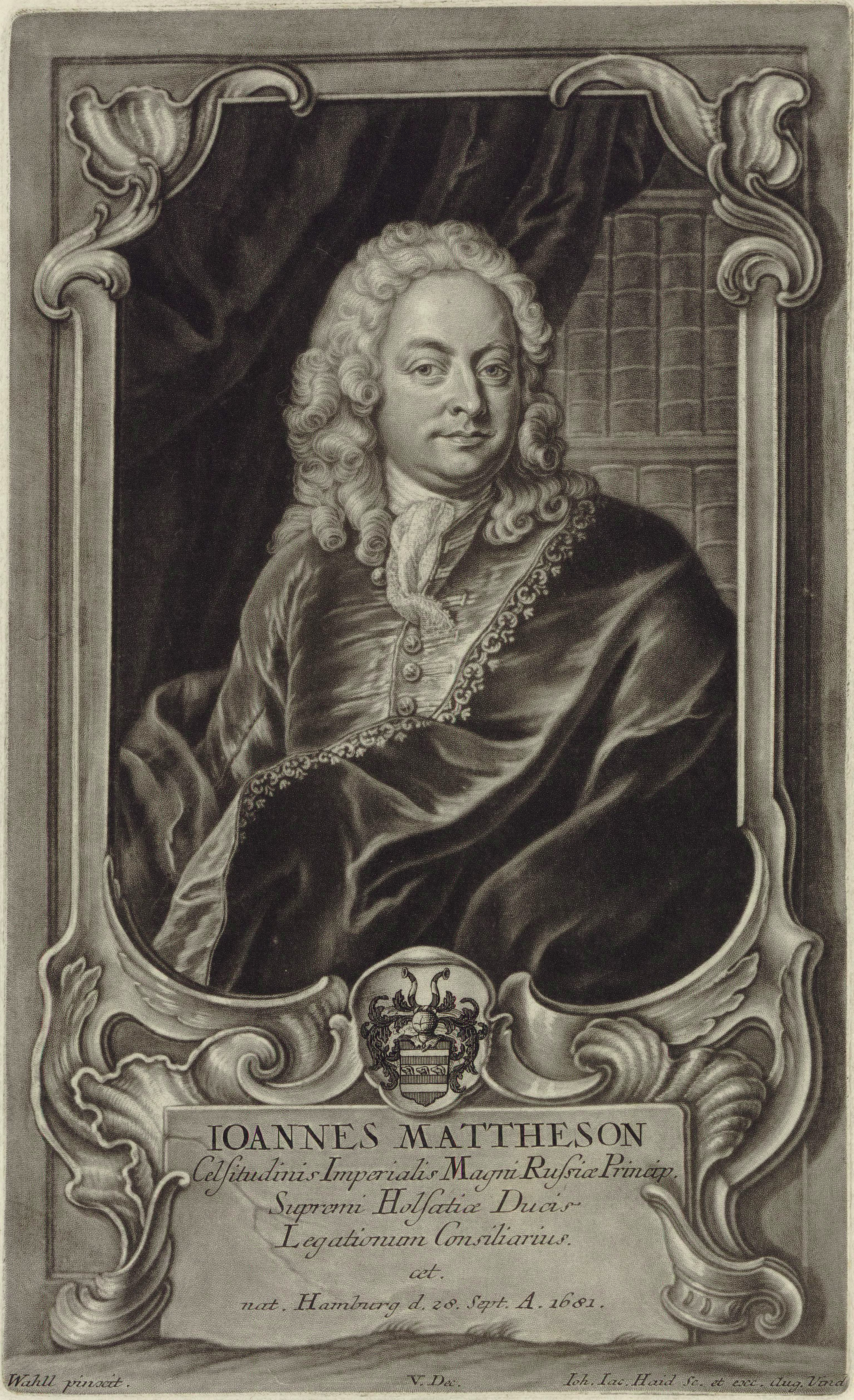
マッテゾン

ヨハン・マッテゾン（Johann Mattheson [ˈjoːhan ˈmatezoːn], 1681年9月28日 ハンブルク – 1764年4月17日 ハンブルク）は、ドイツ後期バロック音楽の作曲家。音楽理論家・作家・外交官・辞書編纂者といった顔も持つ。
ゲオルク・フリードリヒ・ヘンデルと大の親友であったが、マッテゾンの歌劇『クレオパトラ』（1704年）の上演中に、二人は突然いさかいを起こし、マッテゾンは危うくヘンデルを刺し殺しそうになった。ヘンデルの服に付いていた大きなボタンのおかげで辛くも命が助かったという。後に両者は和解している。

## 生涯
富裕な徴税人の家庭に生まれ、幅広い文芸学科を修めるかたわら、音楽教育一般から、鍵盤楽器、ヴァイオリン、作曲、声楽に至るまでを習得した。9歳で聖歌隊員や教会オルガニストとして活動するかたわら、ハンブルク歌劇場で少年歌手として舞台に立っている。1696年になっても声変わりせず、ハンブルク歌劇場で女形として正式に歌手デビューを果たすが、変声期を迎えると、テノール歌手やコレペティトールをこなすかたわら、自らオペラの作曲に乗り出した。1699年、18歳のとき最初のオペラ『プレイアデス』(Die Plejades)を上演し、みずから主役を歌った。
1703年7月3日、ハンブルクにやってきたヘンデルに会った。同年8月、ディートリヒ・ブクステフーデの後任の職を求めてマッテゾンとヘンデルはリューベックまで旅行するが、ブクステフーデの娘との結婚が条件ときいて辞退している。マッテゾンはまた在ハンブルク英国弁務官ジョン・ウィッチにヘンデルを紹介し、ヘンデルはその子のシリル・ウィッチにハープシコードを教えたが、マッテゾンは後にその役目を奪って自分のものとした。このあたりから両者の友情に亀裂がはいったらしい。1704年12月5日にマッテゾンのオペラ『クレオパトラ』(Cleopatra)が上演されたとき、マッテゾンはアントニウス役をつとめ、ヘンデルがハープシコードで通奏低音を弾いていたが、自分の出番が終わったマッテゾンがヘンデルに交替しようとしたとき、ヘンデルがそれを拒絶したことから決闘となった。しかしその年のうちにふたりは仲直りしている。翌1705年に上演されたヘンデル最初のオペラ『アルミーラ』、および2番目の『ネロ』ではマッテゾンが主役を歌ったという。
しかしその後マッテゾンはオペラの舞台から離れ、家庭教師と宮廷楽長の職をつとめた後、最終的にはジョン・ウィッチの秘書になった。
マッテゾンの本業は外交官であり、1706年からその任に就いている。学生時代に英語を学んだだけでなく、英語で流暢に話すことができたので、英国大使ジョン・ウィッチ卿の息子の家庭教師を務めた後、大使自身の秘書になった。その後も同大使の代役として、国外で外交活動に携わり、1709年にはイギリス人女性と結婚している。
1718年からハンブルク大聖堂のカントルに就任したが、次第に聴覚の衰えが進んだため、まもなくカントル職を辞任している。
マッテゾンは主に音楽理論家として有名である。演奏習慣や劇の流行、ドイツ・バロック音楽の和声法、そして中でも音楽修辞学について、マッテゾンほど徹底した論客はいなかった。そのうえ自らもいくつか創作を手懸けている。また、当時の主流の音楽概念について資料を揃えた。
マッテゾンは、ドイツで発展したバロック音楽の音楽情念論を体系的に記述しており、著作は自著だけで20冊を越える。主要な著書に『完全なる楽長』(Der vollkommene Capellmeister, 1739)、多数の音楽家たちの伝記を集めた『凱旋門の基礎』(Grundlage einer Ehren-Pforte, 1740)などがある。またマナリングによるヘンデルの伝記をドイツ語に翻訳している(1761)。
マッテゾンは当時のヨーロッパにおける有力な音楽理論家として多くの音楽家と交流を持っており、前記の通り特にヘンデルとは親友同士であった。しかし、ヨハン・ゼバスティアン・バッハとはあまり気が合わなかったらしく、彼は自らの評論においてバッハの曲を酷評することが少なくなかった。ただし、彼はバッハの優れたオルガン演奏の技術や対位法の知識を高く評価していた他、バッハの絶筆である『フーガの技法』に対しても高評価の姿勢を示しており、必ずしもバッハの全てを無条件に否定していたわけではない。
マッテゾン作品の根幹は声楽曲であり、8つのオペラと、大量のオラトリオやカンタータがある。ソナタが少し、鍵盤楽曲が多少あり、鍵盤楽器の学習用の作品も含まれている。不幸にして、オペラとオラトリオ1曲ずつと多少の器楽曲集を除いて、第二次世界大戦後に大半のマッテゾン作品が散逸してしまったが、1998年に、エレヴァンで発見された史料がアルメニアからドイツに返還された。そこに含まれていたのは、4つのオペラと、ほとんどのオラトリオである。その自筆譜は現在、ハンブルク市立大学図書館（旧ハンブルク市立図書館）に所蔵されている。